# Niurka Moreno
Niurka Moreno Gutiérrez (ur. 12 października 1972) – kubańska judoczka. Olimpijka z Barcelony 1992, gdzie zajęła szesnaste miejsce w wadze półciężkiej.
Startowała w Pucharze Świata w 1991 i 1992. Triumfatorka igrzysk panamerykańskich w 1991. Mistrzyni igrzysk Ameryki Środkowej i Karaibów w 1990. Wygrała mistrzostwa panamerykańskie w 1992 i druga w 1990 roku.

## Letnie Igrzyska Olimpijskie 1992
| Konkurencja | Eliminacje             | Eliminacje                  | Klas. końcowa |
| Konkurencja | Przeciwnik I           | Przeciwnik II               | Miejsce       |
| ----------- | ---------------------- | --------------------------- | ------------- |
| 72 kg       | Jelena Biesowa (EUN) Z | Regina Schüttenhelm (GER) P | 16.           |